# Volo Air New Zealand 901
Il volo Air New Zealand 901 era un volo turistico della Air New Zealand in attività dal 1977 al 1979 con lo scopo di consentire ai passeggeri la visione panoramica dei territori antartici.
Il 28 novembre 1979 il volo era operato da un McDonnell Douglas DC-10-30 partito da Auckland, con scalo a Christchurch, e prevedeva un sorvolo sopra la Barriera di Ross fino al canale McMurdo per poi ritornare ad Auckland, ma a causa di un errore del pilota che non si accorse che la rotta dell'aereo era diversa da quella prevista, l'aereo non si diresse verso il canale McMurdo ma contro il monte Erebus (3 794 m) nell'isola di Ross provocando la morte di tutti i 257 occupanti dell aereo. L'incidente è noto anche come Disastro del Monte Erebus.
Ad oggi il disastro del volo Air New Zealand 901 risulta il più grave disastro aereo accaduto in Antartide e più grave disastro dell'aviazione civile neozelandese. A bordo dell'aereo si trovava l'alpinista, velista e imprenditore neozelandese Peter Mulgrew, amico di Sir Edmund Hillary che nel 1953 aveva scalato l'Everest.
Il viaggio aveva un costo di 359 dollari neozelandesi pari a 1 386 dollari neozelandesi odierni (circa 826 euro) a persona.

## Il velivolo
Il velivolo coinvolto nell'incidente era un McDonnell Douglas DC-10-30 con numero di registrazione ZK-NZP e S/N 46910 costruito nel novembre del 1974 entrò in linea operativa alla Air New Zealand Limited il 12 dicembre del 1974. Il DC-10-30 era motorizzato con tre General Electric CF6-50C. Al momento dell'incidente il velivolo aveva accumulato 20 763 ore di volo. Il numero dei passeggeri era stato diminuito di 12 unità per permettere una migliore visione del panorama. A bordo erano presenti 237 passeggeri e 20 membri dell'equipaggio.

## Il volo
Il 9 novembre 1979, 19 giorni prima della tragedia, il capitano Jim Collins e il co-pilota Greg Cassin, che non avevano mai volato in Antartide, parteciparono ad un briefing (breve addestramento) per prepararsi al volo. Il briefing consisteva nella visione di un filmato e un volo di 45 minuti al simulatore per familiarizzare con la rotta per raggiungere McMurdo, che passava esattamente sopra il monte Erebus (12 447 piedi (3 794 m)), e con le condizioni meteorologiche necessarie per l'avvicinamento. Secondo le norme di compagnia infatti la quota minima per l'avvicinamento a McMurdo era di 16 000 piedi (4 900 m) e una discesa a 6 000 piedi (1 800 m) era permessa solo con visibilità superiore a 20 km e senza che fenomeni nevosi fossero in atto. La quota minima quindi in caso di tempo meteorologico avverso era di 16000 piedi.

Il DC-10 della Air New Zealand decollò dall'aeroporto di Auckland alle 19:17 UTC. Il piano di volo prevedeva un sorvolo dell'Isola del Sud, dell'isola di Auckland, dell'isola di Baleny, capo Hellet, McMurdo per poi raggiungere l'aeroporto di Christchurch, aeroporto di scalo. L'equipaggio era composto dal pilota, due primi ufficiali, due ingegneri di volo e uno speaker per la descrizione del panorama. 

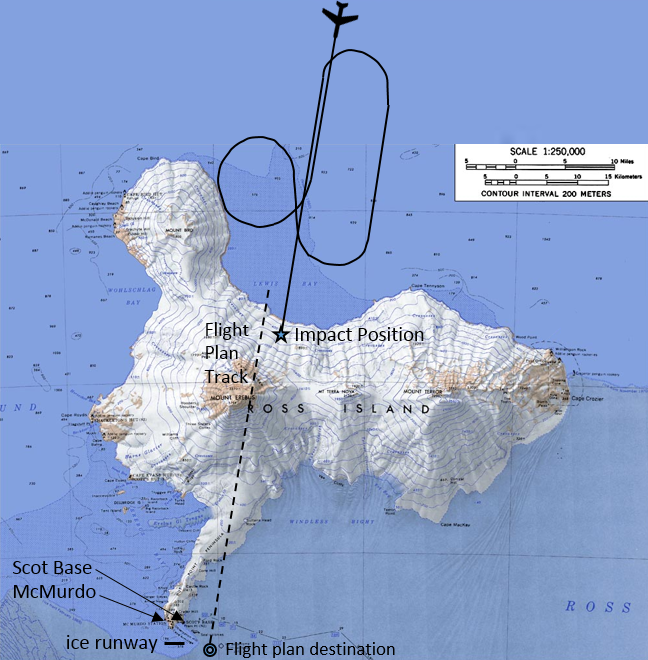
Traiettoria del volo Air New Zealand 901

Durante l'avvicinamento a McMurdo il controllo del traffico aereo di McMurdo chiese all'equipaggio del DC-10 scendere a 1 500 piedi (460 m) per poter essere sotto controllo radar e il comandante accettò. Il DC-10 non comparve mai nel radar di McMurdo. I piloti ebbero anche problemi a contattare il controllo del traffico aereo sulle radio ad alta frequenza (VHF) e sul misuratore di distanza (DME) che non agganciò il TACAN di McMurdo. Le comunicazioni quindi vennero effettuate la maggior parte del tempo sulla radio ad onde corte.
I piloti effettuarono la discesa in area a nord dell'isola di Ross compiendo due spirali per perdere quota, la prima verso destra e la seconda verso sinistra. Alla fine della discesa il velivolo era a 5 700 piedi (1 700 m) e stava procedendo con volo a vista per McMurdo. Subito dopo l'ultima spirale però il GPWS segnalò ai piloti un pericolo di impatto imminente al suolo. I piloti diedero massima potenza ai motori cercando di evitare l'impatto e sollevarono il muso del velivolo. L'impatto era però inevitabile e alle 00:50 UTC il DC-10 si schiantò contro una lastra di ghiaccio alle pendici del monte Erebus ad una altezza di 1 467 piedi (447 m). Il luogo dell'incidente era 1,5 miglia est fuori dal piano di volo.

## Inchiesta
Per accertare la cause dell'incidente venne subito istituita un'inchiesta da parte della Transport Accident Investigation Commission neozelandese. Il CVR e il FDR della scatola nera vennero recuperati e analizzati. Gli investigatori attribuirono a diversi fattori l'incidente: 
- La decisione del comandante di scendere al di sotto dell'altitudine di sicurezza a nord dell'isola di Ross.
- Il briefing del 9 novembre non fornì tutte le informazioni necessarie ai piloti.
- Nel piano di volo presente nel computer del velivolo con tutti i waypoint della rotta la longitudine del punto McMurdo era errata di 2°.
- Dalle fotografie dei passeggeri si evince che da Auckland fino all'Antartide le condizioni climatiche erano buone e i passeggeri e piloti avevano una buona visibilità. Quando il DC-10 stava effettuando la prima spirale verso destra le condizioni meteo erano caratterizzate da nuvole a 3 000 piedi (910 m). La pista a sud di McMurdo riportava nuvole a 2 000 piedi (610 m) con visibilità a 40 miglia (64 km) ma a terra la visibilità era scarsa e stava nevicando.
- Arrivati all'isola di Ross (l'aereo era dentro uno strato di nuvole) il copilota avvisò il comandante che la visibilità al di sotto delle nuvole era di 40 miglia. Il comandante contravvenendo alla quota minima di sicurezza (16 000 piedi) prima di arrivare a McMurdo effettuò la discesa in settore nel quale era possibile scendere sotto i 16 000 piedi solo se le visibilità era di 20 km, non erano in atto fenomeni nevosi e solo dopo aver contattato il controllore radar.
- L'equipaggio non confrontò la propria posizione con la morfologia del territorio.
- L'altimetro non era impostato con il corretto QNH quando il velivolo raggiunse i  3 500 piedi (1 100 m). Il cambiamento di pressione portò l'altimetro a segnare -570 piedi rispetto alla quota effettiva.
- Il GPWS segnalò ai piloti l'imminente impatto e l'ingegnere di volo, leggendo sul radar altimetro, riportò l'altezza da terra: 500,400. Subito dopo il comandante ordinò massima potenza ai motori. L'avviso però arrivò troppo tardi, 6 secondi prima dell'impatto, ed era impossibile per i piloti evitare l'impatto malgrado la risposta dell'equipaggio sia stata addirittura più rapida che al simulatore di volo. Il ritardo del GPWS fu dovuto al terreno sotto il velivolo che salì all'improvviso e all'elevata velocità del velivolo.
- Il mancato funzionamento del TACAN è da attribuirsi alla scarsa altitudine del velivolo.

## Operazioni di recupero

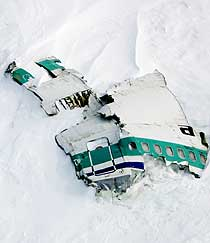
I resti della fusoliera fotografati nel 2004.

Il 28 novembre 1979 alle 03:43 UTC+12 gli Stati Uniti iniziarono le operazioni di ricerca impiegando un LC-130 e due UH-1N. L'aeronautica militare neozelandese inviò un P3-B Orion. Alle 10:00 UTC+12 una conferenza stampa dell Air New Zealand dichiarò ufficialmente il DC-10 perso. Alle 11:50 UTC+12 un C-130 equipaggiato con pattini per atterraggi sul ghiaccio individuò dei rottami ma a causa delle cattive condizioni climatiche non poté atterrare e identificarli. Alle 1:25 UTC+12 del 29 un elicottero americano identificò ufficialmente i rottami come i resti del Volo Air New Zealand 901. Solo nella mattina del 29 il primo soccorritore raggiunse il luogo dell'incidente dove successivamente venne stabilito un campo base.
Dopo 20 ore dall'incidente la missione neozelandese Operation Overdue del New Zealand Police venne avviata con il compito di identificare le vittime. La missione neozelandese durò fino al 10 dicembre 1979.

## Passeggeri
A bordo erano presenti 237 passeggeri e 20 membri dell'equipaggio. 
| Nazionalità   | Passeggeri | Equipaggio | Totale |
| ------------- | ---------- | ---------- | ------ |
| Australia     | 1          | 0          | 1      |
| Canada        | 2          | 0          | 2      |
| Francia       | 1          | 0          | 1      |
| Giappone      | 24         | 0          | 24     |
| Nuova Zelanda | 180        | 20         | 200    |
| Regno Unito   | 6          | 0          | 6      |
| Stati Uniti   | 22         | 0          | 22     |
| Svizzera      | 1          | 0          | 1      |
| TOTALE        | 237        | 20         | 257    |